# Ritmo y Juventud
Orquesta Ritmo y Juventud fue un grupo musical chileno de música tropical, existente entre 1955 y 1969.

## Historia
Tras una disputa con Silvio Ceballos por los derechos sobre el nombre de la orquesta Los Peniques, los demás integrantes de la agrupación formaron Ritmo y Juventud, que incorporó a José Arturo Giolito Valenzuela como baterista. El pianista y arreglador Tomás Di Santo se mantuvo en la dirección musical de la orquesta hasta que, durante una gira por Colombia, decidió establecerse en Bogotá, al igual que su cantante René Duval. Ritmo y Juventud se rearticuló en Santiago bajo la dirección del pianista y arreglador Fernando Morello (exintegrante de la Orquesta Huambaly) y el ingreso del cantante peruano Chiquito Macedo. Más tarde se integró Tito Morales y finalmente Juan Rodríguez "Chocolate", que se incorporó en 1959 después de dejar la Orquesta Cubanacán.
Arturo Giolito ingresó a las filas de Ritmo y Juventud después de trabajar en las orquestas de Federico Ojeda y Vicente Bianchi, ambas ligadas al mundo sonoro de la radio. A comienzos de la década de los setenta formó Giolito y su Combo, junto a músicos pertenecientes a la orquesta estable del programa de televisión Sábados Gigantes, dirigida por Valentín Trujillo.
La aparición del combo constituye una transformación del formato instrumental tradicional de las orquestas de música tropical chilenas hacia una formación menos numerosa, similar a la de las sonoras cubanas. Su repertorio se caracteriza por un gran número de cumbias, además de merengues, cumbiones, boleros, rancheras y otras especies de la música popular bailable latinoamericana.